# Grzbiet Wschodniopacyficzny

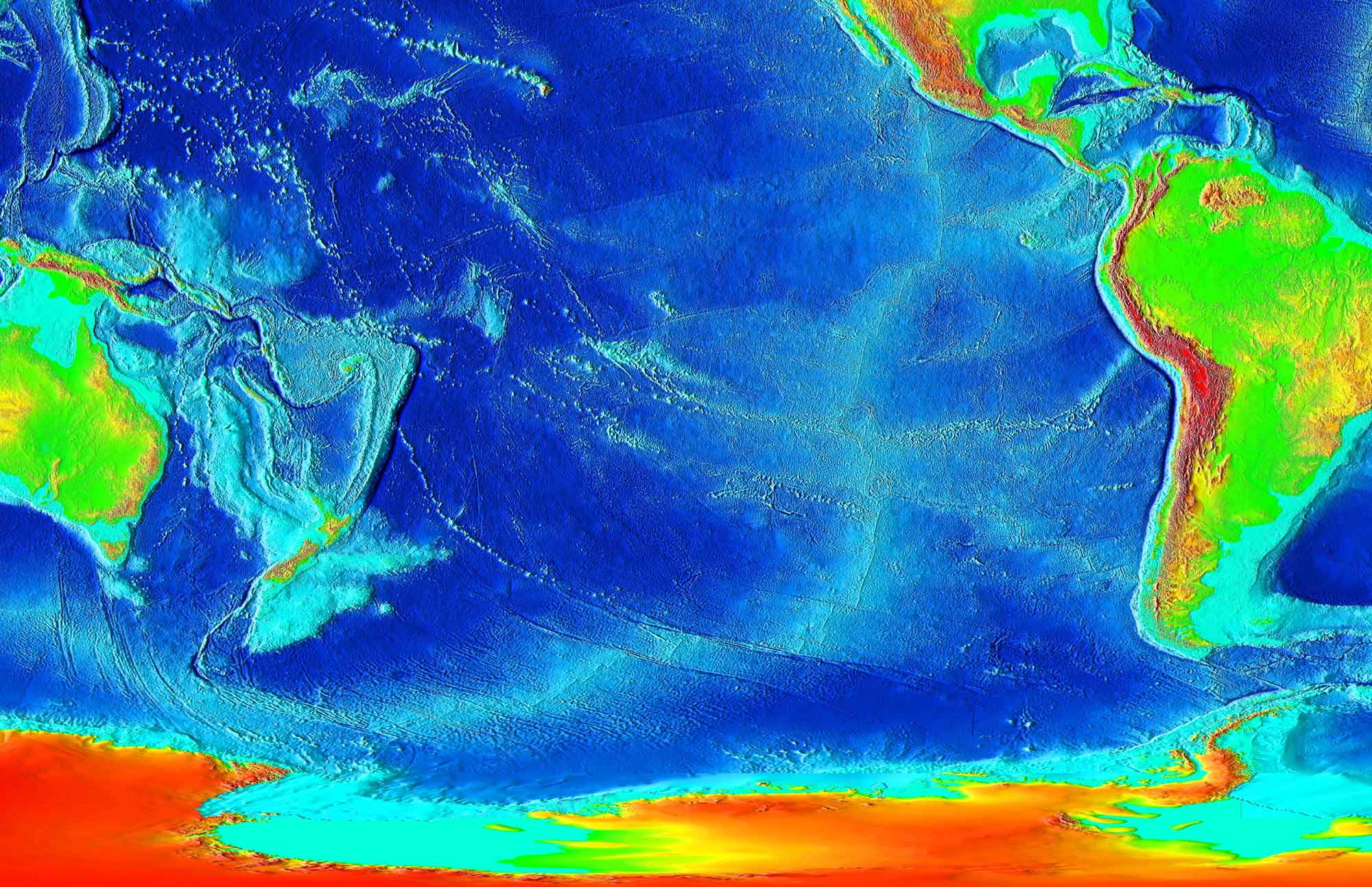
Grzbiet Wschodniopacyficzny

Grzbiet Wschodniopacyficzny (dawniej: Wyniesienie Wschodniopacyficzne; ang. East Pacific Rise) – fragment systemu śródoceanicznych grzbietów położony we wschodniej części Oceanu Spokojnego.
Na południu łączy się z Grzbietem Południowopacyficznym i Grzbietem Chilijskim w węźle potrójnym, a na północy dochodzi do uskoku transformacyjnego San Andreas w północnej części Zatoki Kalifornijskiej.
Oddziela on leżącą na zachodzie płytę pacyficzną od leżących na wschodzie płyt (z północy na południe): północnoamerykańskiej, Rivera, kokosowej, Nazca i antarktycznej.
W strefie Grzbietu Wschodniopacyficznego skorupa ziemska rozchodzi się z prędkością 70 mm rocznie.
Wzdłuż Grzbietu Wschodniopacyficznego występują kominy hydrotermalne, tzw. black smokers.